# Lemme d'Euclide

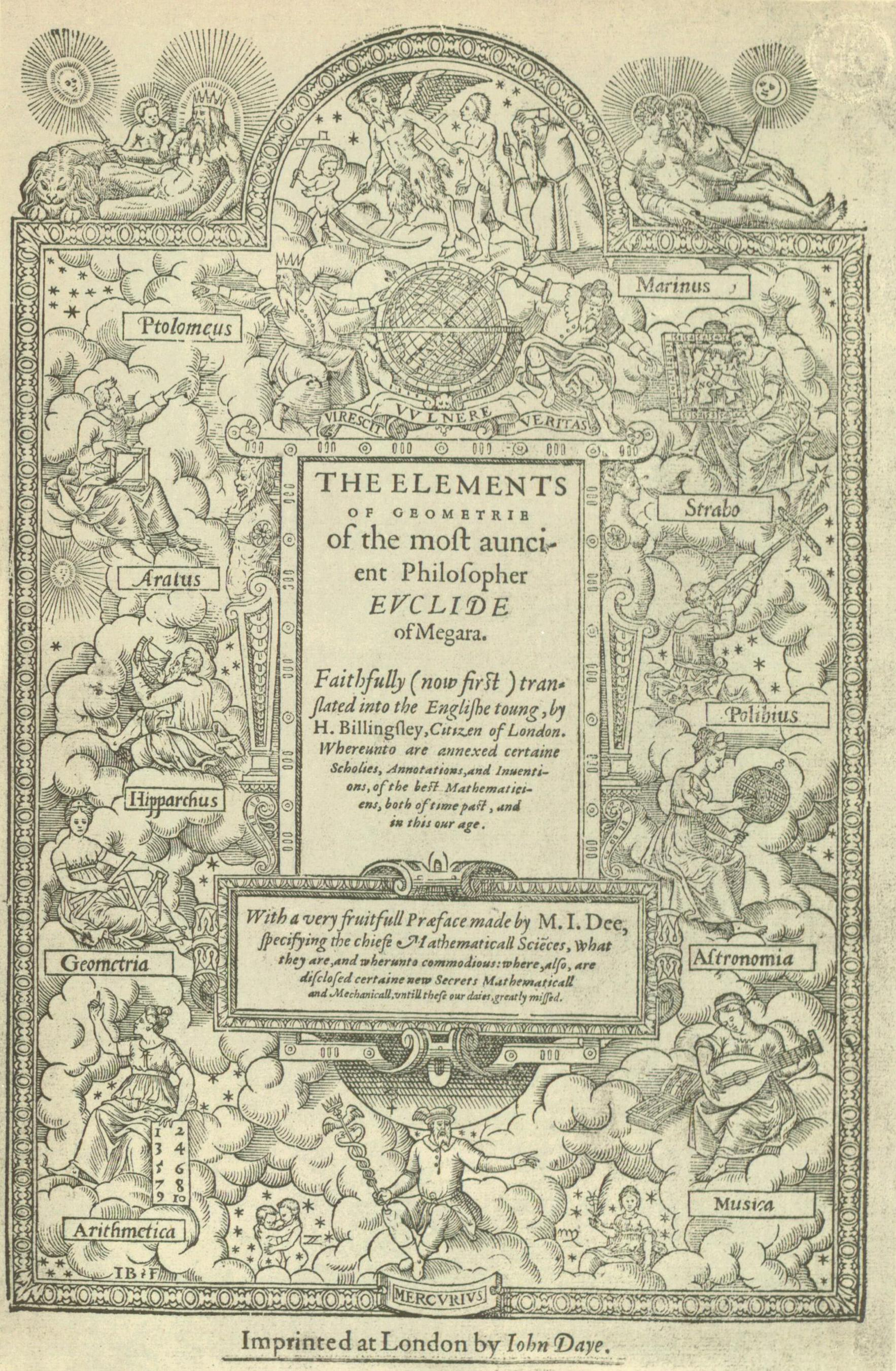
Le lemme d'Euclide est tiré des Éléments, ouvrage fondateur des mathématiques occidentales.

En mathématiques, le lemme d'Euclide est un résultat d'arithmétique élémentaire sur la divisibilité qui correspond à la Proposition 32 du Livre VII des Éléments d'Euclide. Il s'énonce ainsi :
Lemme d'Euclide — Soient b et c deux entiers. Si un nombre premier p divise le produit bc, alors p divise b ou c.
Une généralisation est :
Lemme de Gauss — Soient a, b et c trois entiers. Si a divise le produit bc et si a est premier avec b, alors a divise c.
Formellement : si a|bc et PGCD(a, b) = 1, alors a|c.
Dans le traité de Gauss, les Disquisitiones arithmeticae, l'énoncé du lemme d'Euclide constitue la proposition 14 (section 2), qu'il utilise pour prouver l'unicité de la décomposition en produit de facteurs premiers d'un entier (théorème 16), admettant l'existence comme « évidente ». De cette existence et unicité, il déduit alors « son » lemme (article 19).
Les noms de ces deux propositions sont parfois confondus[réf. nécessaire]. On notera par ailleurs que le lemme « de Gauss » apparaît déjà dans les Nouveaux éléments de mathématiques de Jean Prestet au XVIIe siècle.
Le lemme de Gauss se généralise à tout anneau (commutatif, unitaire) intègre à PGCD, en particulier à tout anneau principal comme celui des polynômes sur un corps.

## Démonstration directe du lemme d'Euclide
Cette preuve est essentiellement celle de Gauss, qui raisonne par l'absurde, en supposant l'existence d'un nombre premier p et d'entiers naturels a et b non divisibles par p tels que p divise ab. Il choisit d'abord un tel triplet (p, a, b) tel que b soit le plus petit possible (pour p et a fixés). Alors, 1 < b < p (par réduction de b modulo p). Il note ensuite b' le reste de la division euclidienne de p par b. Ainsi, p = mb + b', donc ab' = ap – mab est multiple de p, car ab est multiple de p par hypothèse. Comme 0 < b' < b < p, ceci contredit la minimalité de b, concluant ainsi le raisonnement par l'absurde.

## Démonstration directe du lemme de Gauss
Soient a, b et c trois entiers, avec PGCD(a, b) = 1 et a|bc.
Puisque a divise à la fois ac et bc, il divise leur PGCD, or PGCD(ac, bc) = PGCD(a, b)×c = 1×c = c.
La démonstration pour n'importe quel anneau intègre à PGCD est identique. La démonstration classique pour l'anneau des entiers utilise le théorème de Bézout et s'étend donc seulement aux anneaux de Bézout.

## Conséquences du lemme de Gauss

### Primalité avec un produit
Si un anneau A (commutatif, unitaire et intègre) vérifie le lemme de Gauss, alors :

Un élément est premier avec un produit si (et seulement si) il est premier avec chaque facteur.
L'anneau A vérifie la propriété ci-dessus (si et) seulement si il vérifie le lemme de Gauss pour les polynômes :

Le produit de deux polynômes primitifs à coefficients dans A est primitif.
(Un polynôme est dit primitif si ses coefficients sont premiers entre eux, c.-à-d. si leurs seuls diviseurs communs sont les inversibles de l'anneau.)
Le sens « si » est immédiat, en considérant deux polynômes primitifs de la forme a + bX et a + cX. Pour la réciproque, voir l'article Lemme de Gauss (polynômes).

### Lemme d'Euclide
Les nombres premiers et leurs opposés constituent les éléments irréductibles de l'anneau ℤ des entiers. L'énoncé du lemme d'Euclide dans un anneau quelconque est donc :

tout irréductible est premier
(c'est-à-dire divise l'un des deux facteurs dès qu'il divise un produit). Il est vérifié dès que la propriété ci-dessus l'est, et a fortiori dès que le lemme de Gauss l'est.

### Lien entre PGCD et PPCM
Dans tout anneau A vérifiant le lemme de Gauss, le plus petit commun multiple de deux éléments premiers entre eux est leur produit. Plus généralement :

Pour toute famille finie d'éléments de A premiers entre eux deux à deux, leur PPCM est leur produit.
Réciproquement, si A est intègre et vérifie cet énoncé alors il vérifie le lemme de Gauss :

### Unicité de la forme irréductible d'une fraction
Tout nombre rationnel peut s'écrire sous forme d'une fraction irréductible. Le lemme de Gauss permet de montrer qu'une telle écriture est unique :

Pour tout rationnel r, l'écriture de r sous la forme r = p/q, avec p et q premiers entre eux et q strictement positif, est unique.
De même, pour tout élément du corps des fractions d'un anneau intègre à PGCD, l'existence d'une forme irréductible est assurée et son unicité (à produit près par un inversible) se déduit du lemme de Gauss.

### Fermeture intégrale
De la conséquence ci-dessus sur la primalité avec un produit (et de l'existence d'une forme irréductible pour un anneau à PGCD) on déduit :

Tout anneau intègre à PGCD est intégralement clos.

## Réciproque du lemme de Gauss
Soient a non nul et b, deux éléments d'un anneau intègre. Si, pour tout élément c, a divise bc implique que a divise c, alors a et b sont premiers entre eux.
En effet, soit d un diviseur commun à a et b : on peut écrire a = cd et b = ed. Par hypothèse, comme a divise bc, on a que a divise c donc d est inversible.